# Нововятский район (1958—1960)
Нововятский район — административно-территориальная единица в составе Кировской области РСФСР, существовавшая в 1958—1960 годах. Административный центр — Нововятск.
30 сентября 1958 года центр Кировского района был перенесён из города Кирова в город Нововятск, район переименован в Нововятский.
14 ноября 1959 года в состав района была передана большая часть упразднённого Просницкого района.
23 февраля 1960 года районный центр из города Нововятска был перенесён в Кирово-Чепецк, район переименован в Кирово-Чепецкий.